# جيمس موري
جيمس موري (بالإنجليزية: James Maury)‏ هو دبلوماسي أمريكي، ولد في 3 فبراير 1746 في مقاطعة ألبمارل في الولايات المتحدة، وتوفي في 23 فبراير 1840 في نيويورك في الولايات المتحدة.